# 凤凰城街道 (凤城市)
凤凰城街道，是中华人民共和国辽宁省丹东市凤城市下辖的一个乡镇级行政单位。

## 名称由来
区名来源于凤凰堡。1481年（明成化十七年）明朝修建凤凰堡，清朝改凤凰堡为凤凰城，凤凰城遗址位于街道办事处中心，因以为名。

## 政区沿革
凤凰城街道位于凤城市中心地区，1904年日俄战争中日军战胜俄军，夺取安奉铁路筑路权，借口保护铁路，强行在安奉铁路沿线各车站附近划定附属地，设敷岛町（县级建制），派军队称独立守备军驻守，设立“国中国”，享受“治外法权”。凤城县以二道河划界，划二道河以南凤凰城火车站一带为附属地由日军管辖，二道河以北归中国管辖，这应当是凤城最早的“区划”。
1906年“创办巡警，分为六区”，凤城为一区，但不包括二道河以南地域。1907年按“地域广狭，户口疏密，改为八区”，1910年改为“五区”，“为巡警区划”。1911年以巡警区划设自治区划，称城厢镇、东镇、西镇、南镇、北镇，不久划南镇为南一、南二2个镇。1919年7月改镇为区，城厢镇为中路一区，仍驻凤城，辖村42个、屯42个。1923年实行区、村制，设8个区，中路一区改称第一区，辖村138个。
1931年“九一八”事变的第二天日军侵占整个凤城，同年10月设立凤城县维持会，实行区、村制，设8个区，一区驻凤城，辖草河、边门、鸡冠山、大堡、大梨树、三官、雪里站7个村。1934年5月设8个区155个村，一区驻凤城，辖发家岭、白菜地、薛里站、火茸沟、鸡冠山、红旗街、大营子、郞家堡、城西沟、张家堡、赫家沟、赫西沟、李家堡、大小隈、老爷岭、山东沟、西小堡、纪家堡、达子堡、康家堡20个村。1937年12月实行区、村、屯制，一区辖凤城街、环城、大堡、草河、鸡冠山、高丽门6个村50个屯。
1938年实行街、村、屯制，撤销一区设立凤城街（乡镇村建制），街设区，辖大和、市场、石桥、翰墨、文化、城东、凤山7个区，至此日军才撤销敷岛町建制改设大和区，即将二道河以南地区划归凤城街管辖，但是此时的凤城已经全部在日军统治下。1945年10月八路军解放凤城设立凤城县改设城厢区，辖河南、市场、石桥、翰墨、文化、城东、城西、凤山7个村。
1946年10月国民革命军占领凤城，设立凤城镇，辖河南、市场、石桥、翰墨、文化、城东、城西、凤山8个保。1947年6月东北民主联军解放凤城恢复城厢区，辖民主、石桥、文化、市场、河南、启明、民生、翰墨、兴隆9个村。
1950年10月取消区名，使用序数排列区名，城厢区改称一区，辖9个村不变。
1951年2月设立凤城镇，辖6个街道办事处。1952年6月撤镇设区，称城关区。1955年6月撤城关区设凤城镇。
1958年3月设立利民乡，驻凤城，辖凤山、龙山、利民3个小乡和新民乡一部分。
1958年9月设立凤城镇人民公社。
1962年11月从凤城镇人民公社析出中兴、新民、北山、城东、大隈、团山、凤山、良种、八岔沟、龙山、头台、利民、大梨树、二台14个大队设立凤山人民公社，同时设立凤城镇，辖市场、河南、文化、石桥4个街道办事处和站前、西街、东街、东南园子、朝鲜族5个园艺大队。
1985年2月将凤山乡站前、头台、北山、城东、凤山5个村划入凤城镇，辖市场、河南、文化、石桥4个街道办事处41个居委会405个居民组和东街、西街、花园、朝鲜族、站前、头台、北山、城东、良种、凤山10个村45个村民组。
1985年6月改称凤城满族自治县凤城镇人民政府。
1994年3月18日经省政府批准撤销凤城镇建制，改设凤凰城街道办事处，从原凤城镇划出河南街道办事处和凤山、良种、站前、朝鲜族、头台子5个村至凤山街道，从凤山街道划入新民、二台子、中兴3个村归凤凰城街道，撤销市场、文化、石桥3个街道办事处，改设市场、文化、石桥3个街政办公室。
2002年3月撤销市场、文化、石桥3个街政办公室，设立社区。

## 自然地理
凤凰城街道位于凤凰山下二道河北岸、草河西岸凤城盆地北部，东邻草河街道，南、西与凤山街道相邻，北同鸡冠山镇接壤。境内山多地少，地势西北高东南低，东南为平原，平均海拔72m。
主要山峰有南大砬子、发箭岭、丁香山，丁香山上设有电视转播台。主要河流有草河、二道河。
当地属湿润性温带季风气候，年均气温7.9℃。最高极端气温36.8℃，最低极端气温-32.6℃，年均降雨量1054mm，年均无霜期160天。

## 人口面积
凤凰城街道总土地面积共计79.42km，人口总户数44726户，总人口111907人，人口自然增长率为0.069‰。民族主要有满族、汉族、回族、蒙古族等。

## 行政区划
凤凰城街道下辖以下地区：
民主社区、翰墨社区、老城社区、北山社区、迎宾社区、香铺社区、振兴社区、石桥社区、丁香山社区、城东社区、绸厂社区、广场社区、吉祥社区、爱民社区、魁星社区、聚宝社区、利民社区、城东村、西街村、花园村、东街村、北山村、新民村、二台子村和中兴村。